# Zygethomeris lamprus
Zygethomeris lamprus är en mångfotingart som beskrevs av Chamberlin 1921. Zygethomeris lamprus ingår i släktet Zygethomeris och familjen klotdubbelfotingar. Inga underarter finns listade i Catalogue of Life.